# Reencuentros
Reencuentros es el nombre de un álbum de recopilatorio de éxitos, más tres canciones inéditas realizado por la cantante mexicana de pop latino Yuri, se editó a finales de 1994.  Este disco fue producido por ella misma  para Sony International.  Este es un disco recopilatorio en el que se incluyen los temas de la telenovela: "Quiero volver a empezar" y "Volver a empezar" de la autoría de Rudy Pérez, un dueto con el grupo Uni-k y algunos de sus más grandes éxitos.

## Antecedentes
Yuri decidió, en 1994, aceptar la oferta para animar "No te muevas", programa cómico-musical que se transmitió con buena aceptación del público en El Canal de las Estrellas, hecho que le valió para protagonizar la telenovela Volver a empezar, junto al cantante puertorriqueño Chayanne, que se colocaría rápidamente en primer lugar de audiencia en México y la llevaría a ser conocida en lugares en donde carecía de fama, como Argentina.
Debido al éxito de la telenovela, la compañía discográfica decide editar un álbum con los temas de la misma y lanza el álbum "Reencuentros", con algunos éxitos de Yuri, temas antes no editados y la banda de sonido de la telenovela.

## Realización y Promoción
Yuri decide dar un mensaje inspirador en sus canciones y graba los temas "quiero volver a empezar" que daba apertura a la transmisión de la telenovela del mismo nombre y "Volver a empezar" tema donde a pesar de contener una letra inspiradora Yuri graba un videoclip donde se deja ver muy sensual en la playa a petición de su compañía discográfica. Estos temas se colocan rápidamente en el gusto del público.

## Recepción
Sobre todo el sexi videoclip "volver a empezar" es bien recibido por sus fanáticos en Puerto Rico.

## Lista de canciones
| N.º | Título                            | Escritor(es)                                                         | Duración |  |
| 1.  | «Quiero volver a empezar»         | Rudy Pérez                                                           | 3:55     |  |
| 2.  | «No puedo más»                    | Di Felisatti, J.R. Flores                                            | 3:50     |  |
| 3.  | «Juntos (Ft. Uniko-Ko)»           | Luis Enrique Mejía                                                   | 4:46     |  |
| 4.  | «Todo mi corazón»                 | Ilan Chester                                                         | 5:12     |  |
| 5.  | «Así Es La Vida (Disco Remix)»    | Carlos Lara                                                          | 5:25     |  |
| 6.  | «Volver a empezar»                | Rudy Pérez                                                           | 5:20     |  |
| 7.  | «La mujer que soy»                | Fernando Riva, Kiko Campos                                           | 4:09     |  |
| 8.  | «Mi amor es para ti»              | E. Morgeson, R. Hilliard, R. Resto, Miguel Tomas Lucio, S. Frenández | 4:10     |  |
| 9.  | «Me tienes que querer»            | J.R. Florez                                                          | 3:40     |  |
| 10. | «Volver A Empezar (Instrumental)» | Rudy Pérez                                                           | 5:20     |  |